# Carbonsäurederivate
Als Carbonsäurederivate bezeichnet man organische Verbindungen, deren funktionelle Gruppe sich formal von einer Carboxygruppe -COOH ableitet. Dazu zählen:
- Carbonsäureester
- Carbonsäureamide
- Carbonsäurehalogenide, also Carbonsäurechloride, Carbonsäurebromide, Carbonsäurefluoride und Carbonsäureiodide
- Carbonsäuresalze, z. B. Seife[2]
- Carbonsäureanhydride
- Carbonsäurehydrazide
- Carbonsäureazide
- Dithiocarbonsäuren
- Thiocarbonsäuren
- Peroxycarbonsäuren
- Diacylperoxide[3] z. B. Dibenzoylperoxid
- Hydroxamsäuren
- Ketene
- Imidocarbonsäuren und Imidocarbonsäureester[4]
- Amidine und Amidrazone
- Orthoester, z. B. Orthoameisensäuretriethylester[5]
- Nitrile werden gelegentlich auch als Carbonsäurederivate betrachtet.[6]

Carbonsäurederivate unterscheiden sich von den übrigen Carbonylverbindungen dadurch, dass am Carbonylkohlenstoff neben einem organische Rest (im Falle der Ameisensäure-Derivate ist dieser organische Rest durch ein Wasserstoffatom ersetzt) ein Heteroatom gebunden ist. Dagegen ist bei Aldehyden ein organischer Rest und ein Wasserstoffatom an die Carbonylgruppe gebunden, bei Ketonen zwei organische Reste und bei Kohlensäurederivaten zwei Heteroatome.